# Шепсі
Шепсі — село в Туапсинському районі Краснодарського краю, центр Шепсінського сільського поселення.
Населення — 3 111 мешканців (2002).

## Географія
Село Шепсі розташовано на Чорноморському узбережжі Кавказа в гирлі річки Шепсі, на відстані 20 км по шосе, за 9 км по залізниці на південний схід від Туапсе. Залізнична станція Шепсі на лінії «Адлер— Туапсе».
У Шепсі розташовані: пансіонат «Маяк», пансіонат «Луч», пансіонат «Шепсі», база відпочинку «Енергетик».

## Історія
Село Шепсі отримало своє ім'я від маєтку Шепсі, яке в свою чергу отримало ім'я від однойменної річки. «Маєток Шепсі» зазначено на карті Воєнно-Топографічного управління, виданій у 1905, і розташовувався на правому березі річки Шепсі. Наразі час це пансіонат «Шепсі» Туапсинського району. На момент складання карти село Шепсі на карті не зазначено. Маєток належав генерал-лейтенанту Петрову Н. П. (1836—1920) — товаришу міністра шляхів сполучення, теоретику розвитку залізничного транспорту Росії.
З 26 квітня 1923 село Шепсі зареєстровано в складі Вельямінівської волості Туапсинського району Чорноморського округу Кубано-Чорноморської губернії. З 21 травня 1935 село Шепсі у зв'язку з ліквідацією Туапсинського району передано в підпорядкування міста Туапсе. З 16 квітня 1940 село Шепсі знову повернуто до складу Туапсинського району. З 26 грудня 1962 по 12 січня 1965 року село Шепсі значилося у складі Туапсинського сільського району.

## Адміністративний поділ
До складу Шепсінського сільського поселення крім села Шепсі входять також: 
- селище Весна (~ 130 чол.)
- село Вольне (~ 210 чол.)
- селище Гизель-Дере (~430 чол.)
- село Дедеркой (~ 670 чол.)
- село Дзеберкой (~220 чол.)
- село Кроянське (~ 1330 чол.)
- селище Южний (~ 610 чол.)

Населення всього 6 620 осіб (1999).